# Marcel Van Crombrugge
Marcel Lucien Charles Van Crombrugge (* 13. September 1880 in Gent; † 23. September 1940 ebenda) war ein belgischer Ruderer, der 1900 Olympiazweiter wurde und sechsmal bei Europameisterschaften siegte.
Marcel Van Crombrugge ruderte für die Koninklijke Roeivereniging Club Gent. Dieser Verein stellte mehrfach den Achter, der Belgien bei den Europameisterschaften vertrat. Von 1897 bis 1910 gewann der belgische Achter zwölfmal den Titel bei den Europameisterschaften, lediglich 1905 und 1909 siegte das französische Boot. Marcel Van Crombrugge saß 1900, 1901, 1902 und 1906 im siegreichen Boot. Im Vierer mit Steuermann gewann er 1900 und war Dritter 1902. Zusammen mit Oscar de Somville und Steuermann Alfred van Landeghem gewann er 1902 im Zweier mit Steuermann und war Dritter im Jahr 1900.
Bei den Olympischen Sommerspielen 1900 in Paris traten im Achter insgesamt fünf Boote an, darunter der Achter aus Gent. Da das französische Boot im Vorlauf aufgab, erreichten alle Boote, die im Vorlauf das Ziel erreichten, auch das Finale. Im Finale siegte das Boot vom Vesper Boat Club aus Philadelphia, mit sechs Sekunden Rückstand belegte der Achter aus Gent den zweiten Platz.